# Susan Harris
Susan Harris, född 28 oktober 1940 i Mount Vernon, New York, är en amerikansk TV-producent. Harris är mest känd för att ha skapat serierna Benson, Pantertanter och Lödder.